# Amanda Pilke
Amanda Pilke (* 2. Mai 1990 in Joensuu, Nordkarelien) ist eine finnische Schauspielerin. 

## Leben
Amanda Pilke wurde bekannt durch ihren ersten Film, die finnische Gaunerkomödie Helmiä ja sikoja (Pearls and Pigs) aus dem Jahr 2003 um vier Brüder und ihre Halbschwester. Während der Vater der vier Brüder nach einem dilettantischen Raubzug im Gefängnis sitzt, erfahren sie, dass er noch eine weitere Tochter hat, die plötzlich vor der Tür steht und bei ihnen wohnen soll. Um die durch diverse schlecht ausgeführte Gaunergeschäfte angehäuften Schulden abzutragen, kommen sie auf die Idee, Saara, ihre 12-jährige Halbschwester bei einer regionalen Talentshow anzumelden. Saara kann ausgezeichnet singen, ist aber so schüchtern, dass sie vor Publikum kaum einen Ton rausbringt. Die Brüder verordnen ihr ein Spezialtraining, holen sich zusätzlich Hilfe von einer professionellen Sängerin und so schafft es Saara in die nächste Runde. Durch die Aussicht auf die Gewinnprämie wird das Mädchen auch für ihre Mutter wieder interessant. Nun müssen sich die Brüder etwas einfallen lassen, um den Gewinn nicht nur kassieren, sondern auch behalten zu können.
Der Titel mit dem Saara im Finale antritt, wurde von Siiri Nordin für den Film aufgenommen: „Sydämeni osuman sai“ ist eine Coverversion von „Something’s gotten hold of my heart“ von Gene Pitney. Die Lieder während Saaras Auftritten werden nicht von Amanda Pilke selbst gesungen, sondern von Elisabeth Ehrnrooth.
Die nächste große Rolle hatte sie 2009 in Kielletty Hedelmä (Forbidden Fruit), einem Film über das Leben Jugendlicher im Zwiespalt zwischen traditioneller Religion und moderner Lebensweise. Maria (Amanda Pilke) und Raakel (Marjut Maristo) leben auf dem Land in einer sehr strengen laestadianischen Gemeinschaft. Diese legt die Bibel in einer fundamentalistischen Weise aus; Verhütungsmittel, Alkohol, Fernsehen, moderne Musik und Sex vor der Ehe sind verboten – wie gleich im Vorspann des Filmes erzählt wird. Während Maria das Leben kennenlernen und wenigstens einen Sommer probieren möchte, was nicht erlaubt ist, hat sich Raakel in das ihr vorbestimmte Leben gefügt. Als Maria aus der Gemeinschaft nach Helsinki flüchtet, verspricht Raakel dem Pfarrer und anderen Männern der Gemeinschaft, auf Maria aufzupassen und fährt ihr als Schutzengel nach. Die Situation kippt: Maria ist voller Reue und hat Angst davor, in der Hölle zu verbrennen, nachdem sie Musik, Partys, Alkohol und vor allem Sex ausprobiert hat. Sie fährt gemeinsam mit Raakel zur alljährlichen Sommerversammlung der Laestadianer, um Vergebung zu erreichen und kehrt schließlich in die Gemeinschaft zurück. Auch Raakel kehrt zurück, aber der Zweifel, an der Richtigkeit der laestadianischen Lebensweise nagt an ihr. Sie ist es schließlich, die der Gemeinschaft den Rücken kehrt.
Der Film und die Hauptdarstellerinnen gewannen mehrere Auszeichnungen auf kleineren Filmfestivals, unter anderem den Goldenen Delphin des Tróia International Film Festival.

## Filmografie (Auswahl)
- 2003: Helmiä ja sikoja, (Pearls and Pigs), Regie: Perttu Leppä
- 2007–2008: Karjalan kunnailla (Fernsehserie), Regie: Markku Pölönen, Ville Virtanen
- 2008: Älä unta nää, Regie: Aleksi Mäkelä
- 2009: Kielletty hedelmä, (Forbidden Fruit) Regie: Dome Karukoski
- 2010–2011: Virta (Fernsehserie), Regie: Rike Jokela, Jukka-Pekka Siili
- 2011: Liebe auf Finnisch (Vuosaari)
- 2012: Fegefeuer